# شهرستان هاردین (تگزاس)
شهرستان هاردین، تگزاس (به انگلیسی: Hardin County, Texas) یک سکونتگاه مسکونی در ایالات متحده آمریکا است که در تگزاس واقع شده‌است.

## خصوصیات
شهرستان هاردین ۲٬۳۲۵٫۸۲ کیلومترمربع مساحت دارد.